# Егише Чаренц
Егише Чаренц (на арменски: Եղիշե Չարենց; 13 март 1897 – 27 ноември 1937) е арменски поет, писател и общественик.

## Биография
Егише Чаренц (Егише Апкар Сохомонян) е роден на 13 март 1897 г. в Карс. Има 3 сестри (Анна, Мариам, Ашхен) и 3 братя (Сероп, Сохомон и Кехам). Семейството на Егише е заможно. Притежава собствен магазин за килими. Бъдещият поет е много палаво дете и винаги има тояга или камшик в ръцете, с които налага приятелите си. От там идва и прякорът Чаренц, който е от арменската дума „чар“ (չար), означаващо „палав“ или „лош“. Между 1908 и 1912 г. учи в арменско училище в родния си град.
Пише първото си стихотворение през 1912 г., с което участва в конкурс за млади поети в Тблиси (Грузия). Първата му стихосбирка „Три песни към тъжното и смугло момиче“ излиза от печат през 1914 г.
Първата световна война, създалите се отношения между младотурци и арменци и намесата на Русия в защита на арменците засилват желанието на младия поет да се включи в събитията, като създава санитарна група в помощ на лекарите. Занимава се с това от средата на 1915 до пролетта на 1916 г.
През 1919 година отива в Ереван (Армения). Там става учител в американско сиропиталище. През 1922 г. заминава за Москва, където учи във Висшия институт за литература и изкуство. Става лидер на новообразуваната литературна организация „Ноември“ през 1925 г.
Първата му съпруга Арпениг е голямата кратка любов на поета, тъй като тя умира през 1927 г. Жени се повторно през 1931 г. От втората си съпруга Изабела има 2 деца – Арпениг (наименувана на първата съпруга) и Анахит.
Той работи като ръководител на редакционна колегия по изкуствата през периода 1928 – 1935 г.
Ранен привърженик на комунизма, Чаренц се присъединява към болшевишката партия, а когато през 1930 г. започва сталинският терор, той постепенно се разколебава, разочарован от сталинизма, и е екзекутиран през чистките в края на 30-те години.
През 1964 г. домът, в който е живяло семейството Чаренц в периода 1935 - 1937 г., е превърнат в къща музей „Егише Чаренц“, представящ живота на поета и неговата научна, литературна, културна и обществено-политическата дейност.
През 1967 г. на него е именуван Музея за литература и изкуство в Ереван.

## Творчество
Чаренц е изключителен поет от ХХ век. Засяга в творчеството си множество теми, които варират от преживяванията му в Първата световна война, социалистическата революция и особено темата за историческата участ на Армения и арменците. Наречен е „Първи поет на ХХ век“ в Армения.
Превежда на арменски език творби на А. С. Пушкин, В. В. Маяковски, Й. В. Гьоте, Е. Верхарн, У. Уитман, М. Горки.

## Творби
- „Три песни към тъжното и смугло момиче...“, стихотворения (1914)
- „Синеока родина“, поема (1915)
- „Дантева легенда“, поема (1915 – 1916)
- „Сома“, поема (1918)
- „На име Чаренц“, поема (1922)
- „Чичко Ленин“, поема (1924)
- „Страната на Наири“ (Yerkir Nairi, 1926)
- „Епичен изгрев“, стихотворения (1930)
- „Книга на пътя“, стихотворения (1933 – 1934)